# Moja
Moja és una entitat de població pertanyent al terme municipal d'Olèrdola, a la comarca de l'Alt Penedès. Se situa a una zona plana, a uns 233 metres d'altitud sobre el nivell del mar i a uns 2,5 km de Vilafranca del Penedès.
Moja ja s'esmenta l'any 981 en un document de compra de terres, en un altre document del 1010 l'alou de Moja és donat en testament al monestir de Sant Cugat del Vallès.
El principal atractiu del poble és la capella romànica de Sant Esteve, del segle xii, d'una nau amb un absis semicircular amb decoracions exteriors llombardes i un campanar de torre amb planta quadrangular sobre el creuer. Aquesta capella es troba avui annexada a l'església parroquial de Sant Jaume del segle xix. Al centre del poble hi ha una antiga torre de defensa de planta circular amb l'entrada situada al segon pis (avui és una finestra). La torre fa uns 14 metres d'altura i uns 5 m de diàmetre interior; la torre actual seria del segle xii atès que en un document del 1114 l'abat de Sant Cugat encomana la seva reconstrucció.

## Demografia
| 2023  |
| 1.404 |